# 莱萨叙尔
莱萨叙尔（法語：Les Arsures，法語發音：[le.z‿aʁsyʁ]）是法国汝拉省的一个市镇，属于隆斯勒索涅区。

## 地理
莱萨叙尔（46°56'57"N, 5°47'27"E）面积4.44 平方千米，位于法国勃艮第-弗朗什-孔泰大區汝拉省，该省份为法国东部内陆省份，北起上索恩省，西北接科多尔省，西临索恩-卢瓦尔省，南至安省，东与杜省和瑞士接壤。
与莱萨叙尔接壤的市镇（或旧市镇、城区）包括：穆沙尔、艾格勒皮埃尔、蒙蒂尼莱萨叙尔、阿瓦勒新城。

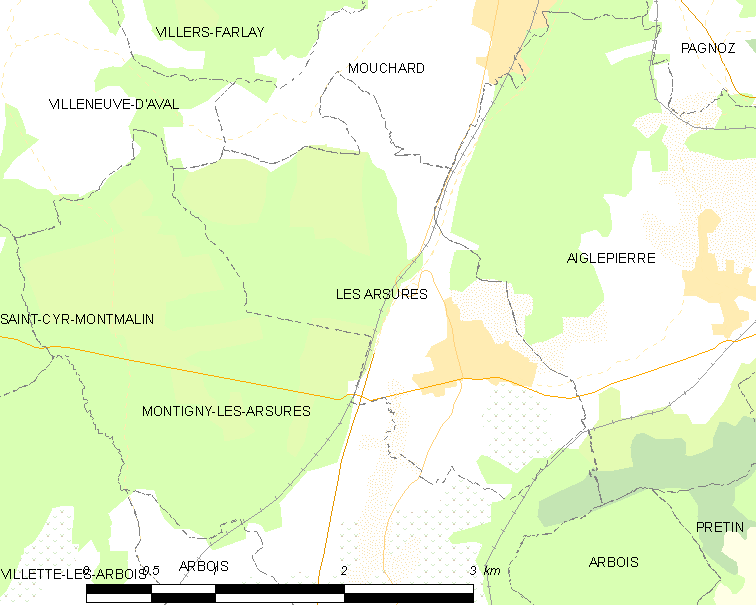
莱萨叙尔的OSM定位图

莱萨叙尔的时区为UTC+01:00、UTC+02:00（夏令时）。

## 行政
莱萨叙尔的邮政编码为39600，INSEE市镇编码为39019。

## 政治
莱萨叙尔所属的省级选区为阿尔布瓦县。

## 人口

1962-2008年间莱萨叙尔人口变化图示

莱萨叙尔于2022年1月1日时的人口数量为219人。